# Peppermint Pavillon

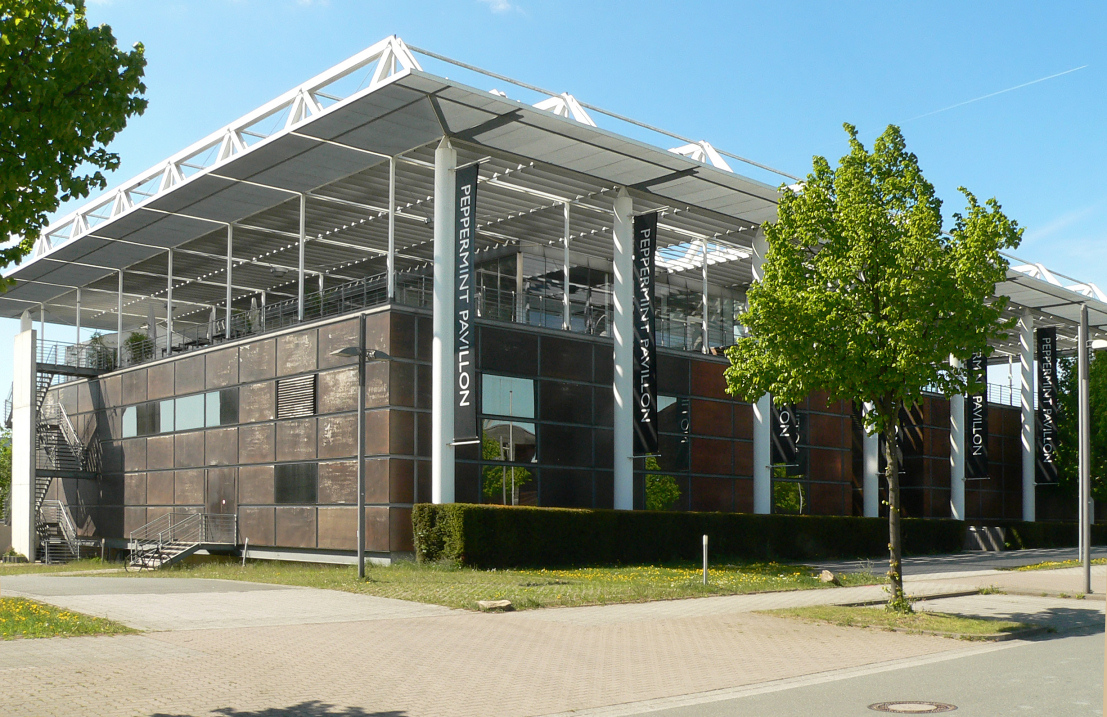
Peppermint Pavillon

Der Peppermint Pavillon war der belgische Pavillon während der Expo 2000 in Hannover. Heute wird das Gebäude im Expo Park Hannover als Eventlocation sowie Sitz der Plattenfirma Peppermint Jam (Mousse T.) und des Tonstudios Peppermint Park (Wolfgang Sick) nachgenutzt. Gebäudeinhaber ist heute der Musikproduzent Mousse T.

## Gebäude

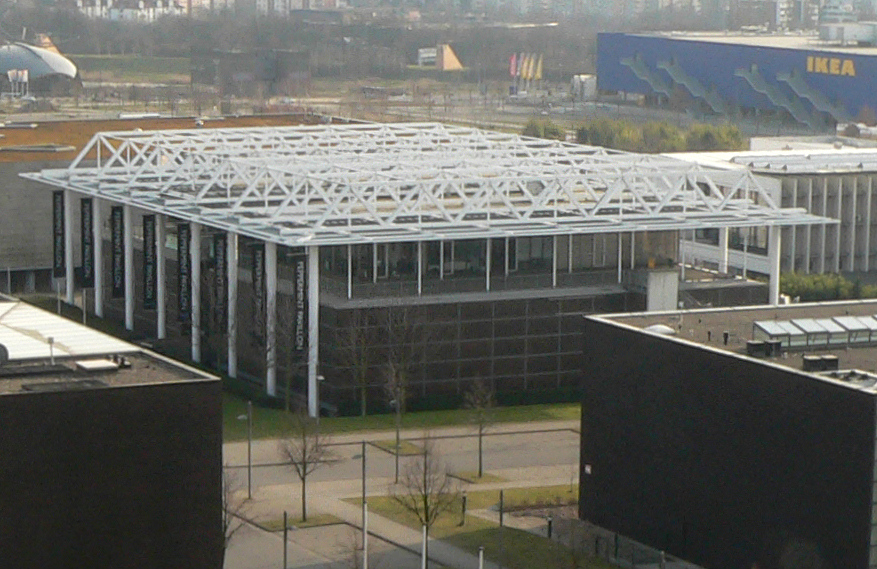
Blick von oben auf das Gebäude

Der Pavillon wurde als belgischer Pavillon auf dem Weltausstellungsgelände für die Expo 2000 errichtet, die in Hannover vom 1. Juni bis zum 31. Oktober 2000 stattfand und an der 178 Nationen und internationale Organisationen teilnahmen. Das vollständig demontierbare Gebäude wurde vom belgischen Architekturbüro Groep Planning CV entworfen.
Es handelt sich um ein Gebäude mit weißer Stahlstruktur, das über ein flaches Stahlgitterdach verfügt. Unter dem Gitter liegt eine mit Holzdielen belegte Dachterrasse. Während der Expo führte der Eingangsbereich zu den verschiedenen Präsentationsräumen, in denen sich die belgischen Bevölkerungsgruppen der Flamen und Wallonen sowie die Deutschsprachige Gemeinschaft und die Region Brüssel darstellten. In einem Gemeinschaftsraum wurde ein Panoramagemälde gezeigt. Das noch heute vorhandene Restaurant befand sich im Obergeschoss, von wo aus die Dachterrasse erreichbar ist.
Nach der Expo 2000 erwarben die in Hannover lebenden Musikproduzenten Mousse T., Errol Rennalls und Wolfgang Sick den Pavillon und bauten ihn zu einem Musik- sowie Eventzentrum um. Betreiber der Eventräumlichkeiten ist die Eventagentur Peppermint Event.

## Nutzung
Im Gebäude gibt es einen Loungebereich, eine Dachterrasse sowie Appartements und ein Fitnessstudio. Bei der Wahl zum Location Award 2011 erreichte der Pavillon den zweiten Platz bei der Wahl zu Deutschlands bester Eventlocation. Die weitere Nutzung umfasst:
- Peppermint Park Studios (Herzstück des Peppermint Pavillons mit Tonstudio, das von Mousse T. und nationalen sowie internationalen Stars der Musikszene, wie Scorpions, Edguy[3], Fury in the Slaughterhouse, Phil Collins,[4] für Aufnahmen genutzt wird)
- Restaurant Funky Kitchen (2009 mit 13 Punkten im Gault Millau bewertet[5])
- Sitz der Eventagentur Peppermint Event
- Eventhalle (550 m², Veranstaltungen bis 900 Gäste) zur Nutzung für:
  - Veranstaltungen, beispielsweise Neujahrsempfang Hannover 96[6]
  - Konzerte, beispielsweise Fury in the Slaughterhouse 2002 (DVD „The Color Fury“)[7]
  - Firmenveranstaltungen, zum Beispiel Deutsche Telekom, PricewaterhouseCoopers
  - Veranstaltungsreihe suppermintclub (www.suppermintclub.de)
  - Bühnenaufbau und Probe für die Get Your Sting and Blackout Welttournee der Scorpions (2010)